# Häfen Bückeburg
Die Häfen Bückeburg umfassen zwei Länden auf dem Gebiet der Stadt Bückeburg im Landkreis Schaumburg, Niedersachsen.

## Geographie
- Karte mit allen Koordinaten:
- OSM |
- WikiMap

Die Häfen Bückeburgs liegen an zwei räumlich getrennten Standorten nördlich und nordwestlich des Ortskernes auf einer Höhe von 50,3 m ü. NN an der Bundeswasserstraße Mittellandkanal (MLK).
| Lage: Gewässer – km | Hafen:  | Beschreibung     | Kailänge                          | Ausstattung                                                                      |
| ------------------- | ------- | ---------------- | --------------------------------- | -------------------------------------------------------------------------------- |
| MLK 107 Süd         | Lände ⊙ | Hafen Berenbusch | 390 m, Kaimauer + 630 m gespundet | Mobilkran, Förderbänder, Hallen- und Freilagerflächen, Wendeplatz, Bahnanschluss |
| MLK 112 Süd         | Lände ⊙ | Hafen Rusbend    | 150 m, Kaimauer + 420 m geböscht  | 1 Mobilkran, Freilagerfläche, Wendeplatz 110 m Slipstelle am Nordufer            |

## Geschichte
Um 1916 erreichte der Mittellandkanal Bückeburg und 1917 ging dort die erste Lände in Betrieb. Hauptsächlich für den Umschlag von Baustoffen, Agrarprodukten und Kohle entstand diese in Berenbusch. Auch ein Gleisanschluss wurde hergestellt und im Zuge der Kriegsrüstung zum Zweiten Weltkrieg entstanden fünf mächtige Speichergebäude und zwei Silos des Heeresverpflegungshauptamtes. Im April 1945 wurden die Anlagen, die im Krieg unbeschädigt blieben, von der britischen Armee besetzt und weiter genutzt. 1954 wurde das Gelände an die Bundesrepublik Deutschland zurückgegeben.
In den 1960er Jahren erfolgte im Zuge von Ertüchtigungs- und Ausbauarbeiten des Kanales eine Modernisierung der Umschlagstelle, deren Speichergebäude seither die Raiffeisen Landbund eG weiternutzte.

Mit der Eingemeindung von Rusbend kam 1974 der zweite Hafen Bückeburgs der Hafen Rusbend hinzu.
2008 schloss sich der Hafen Bückeburg zusammen mit fünf weiteren Häfen zu dem Hafenband am Mittellandkanal zusammen.
In den 2010er Jahren gerieten die Häfen durch Unglücke mit hohen Sachschäden in die Schlagzeilen. In Rusbend stürzte 2012 der dortige Mobilbagger auf eine Segelyacht und dann ins Wasser. In Berenbusch brannte es 2015 im Holzkontor am Hafen.

Die Speichergebäude in Berenbusch wurden 2014 teilweise abgerissen sowie die Gleisanlagen revitalisiert.

## Gewerbe und Infrastruktur
Heute besteht am Hafen Berenbusch ein Gewerbegebiet, das die Hafenanlage mit wichtiger Infrastruktur ergänzt. Der Hafen ist hauptsächlich für den Umschlag von Baustoffen, Forst- und Agrarerzeugnissen, Düngemittel und Festbrennstoffe wie Kohle und Hackschnitzeln eingerichtet. Betrieben wird er von der Hafen Bückeburg-Berenbusch GmbH, der Raiffeisen Landbund eG und der PreZero Gruppe, ehemals Tönsmeier. Die Ansiedelung weiterer Umschlagsbetriebe ist geplant.

Es sind dort ein Mobilkran, Förderbänder und Umschlagseinrichtungen für Schüttgüter bspw. Getreide vorhanden. An der Kaimauer können drei Großgütermotorschiffe mit bis zu 4 m Tiefgang gleichzeitig festmachen und abgefertigt werden. Es besteht eine Wendebucht für Schiffe bis zu 110 m Länge und auf der gegenüberliegenden Uferseite können weitere fünf Schiffe festmachen.
Im Hafenbereich bestehen 17.000 m² Freilagerflächen und 7.000 m² Hallenlager sowie zwei Silos. Weitere 25.000 m² Lagerflächen nutzt der Holzkontor.

Im Jahr 2010 wurde in den Bückeburger Häfen ein Rekordumschlag von 200.000 t erzielt, der in den 2010er Jahren allerdings deutlich einknickte; 2013 waren es nur noch 57.700 t.
Am Hafen ins Rusbend gibt es ebenfalls eine Wendebucht, einen Mobilkran und Freilagerflächen. Ein Umschlag findet dort nur selten statt. Hauptnutzer ist die Freizeitschifffahrt, die das Gelände östlich des Hafens als Trockenliegeplätze in Anspruch nimmt. Das Hafengelände in Rusbend dient inzwischen auch als Partymeile.
Der Hafen Bückeburg ist Mitglied der Arbeitsgemeinschaft Öffentlicher Binnenhäfen in Norddeutschland und plant auch eine Zusammenarbeit mit dem wenige Kilometer nordwestlich projektierten RegioPort Weser.

## Verkehr
Gemeindestraßen verbinden die Häfen zu der Bundesstraße 482 und der Bundesstraße 65 hin. Im ÖPNV werden alle Hafenteile in zumutbarer Entfernung versorgt.

An das Schienennetz der Deutschen Bahn ist nur die Lände Berenbusch mit einem Ausziehgleis von der Bahnstrecke Hannover–Braunschweig angebunden. Diese führt auch an dem 6 km östlich gelegenen Heeresflugplatz Bückeburg vorbei. Ein regelmäßiger Personen- oder Güterverkehr findet dort jedoch nicht, bzw. nur in besonders begründeten Ausnahme- oder Notfällen statt.